# 賤機村
賤機村（しずはたむら）は静岡県の中部、安倍郡に属していた村である。現在の静岡市葵区南東部、賤機山と安倍川に挟まれた地域にあたる。
本項では発足時の名称である北賤機村（きたしずはたむら）についても述べる。

## 地理
- 山：賤機山
- 河川：安倍川

## 歴史

### 村名の由来
賤機山が所在することより。

### 沿革
- 1889年（明治22年）4月1日 - 町村制の施行により、福田ヶ谷村、下村、門屋村、野田平村、俵峰村、牛妻村、油島村、俵沢村、郷島村が合併して北賤機村が発足。南賤機村と町村組合を結成し、同村に組合役場を設置。
- 1909年（明治42年）7月1日 - 南賤機村の一部（大字籠上新田・籠上・伝馬町新田・松富・与一右衛門新田）を編入のうえ改称して賤機村となる。
- 1932年（昭和7年）4月1日 - 静岡市に編入。同日賎機村廃止。
- 2005年（平成17年）4月1日 - 静岡市が政令指定都市に移行し、旧村域は葵区となる。

## 交通

### 鉄道路線
- 安倍鉄道
  - 安倍鉄道線
    - 籠上駅 - 菖蒲ヶ谷駅 - 御新田駅 - 役場前駅 - 福田ヶ谷駅 - 下村駅 - 大土手駅 - 門屋駅 - 中沢駅 - 牛妻駅

起点の井ノ宮駅（南賤機村 → 静岡市）以外の全区間が当村域内に所在した。